# Tröbitz
Tröbitz is een gemeente in de Duitse deelstaat Brandenburg, en maakt deel uit van het Landkreis Elbe-Elster. Tröbitz telde op de peildatum van de meest recente statistiek 663 inwoners.
Tröbitz maakt deel uit van het Amt Elsterland, dat vanuit het 5 km oostwaarts gelegen Schönborn wordt bestuurd.

## Geografie en infrastructuur

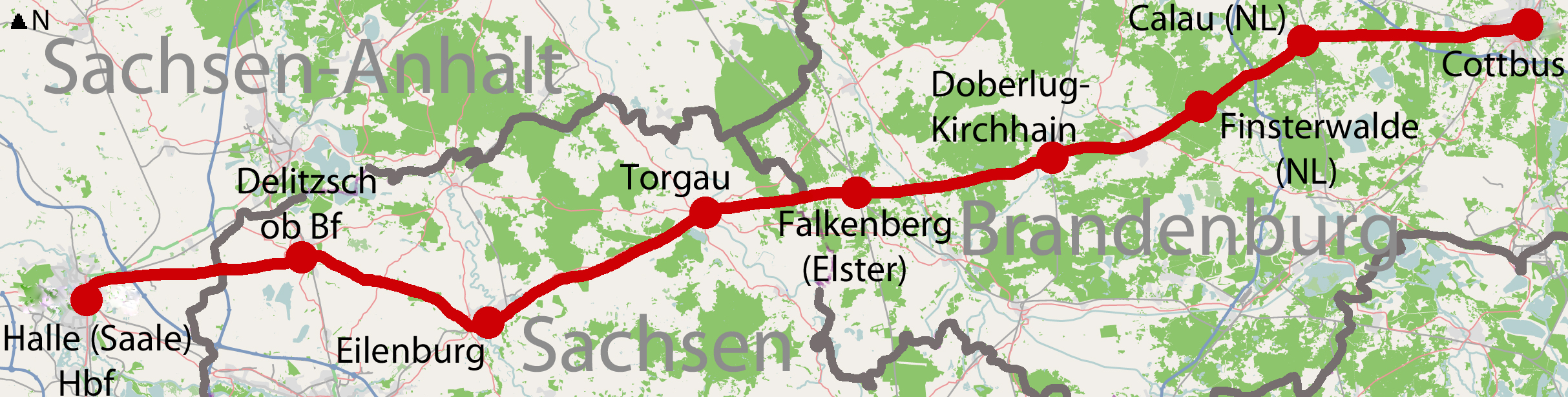
Spoorlijn Halle (Saale) - Cottbus

Het dorp ligt sinds 1871 aan de spoorlijn Halle (Saale) - Cottbus v.v.; de treinen stoppen niet in het dorp, maar ieder uur stopt er wel een trein bij de 3 km verwijderde spoorweghalte, 2 km ten westen van het naburige Schönborn. Op 3 km ten westen van Tröbitz ligt het plaatsje Schilda, en op 7 km ten westen van Tröbitz is een aansluiting op de Bundesstraße 101, de voornaamste verkeersader in de omgeving.

## Geschiedenis en economie

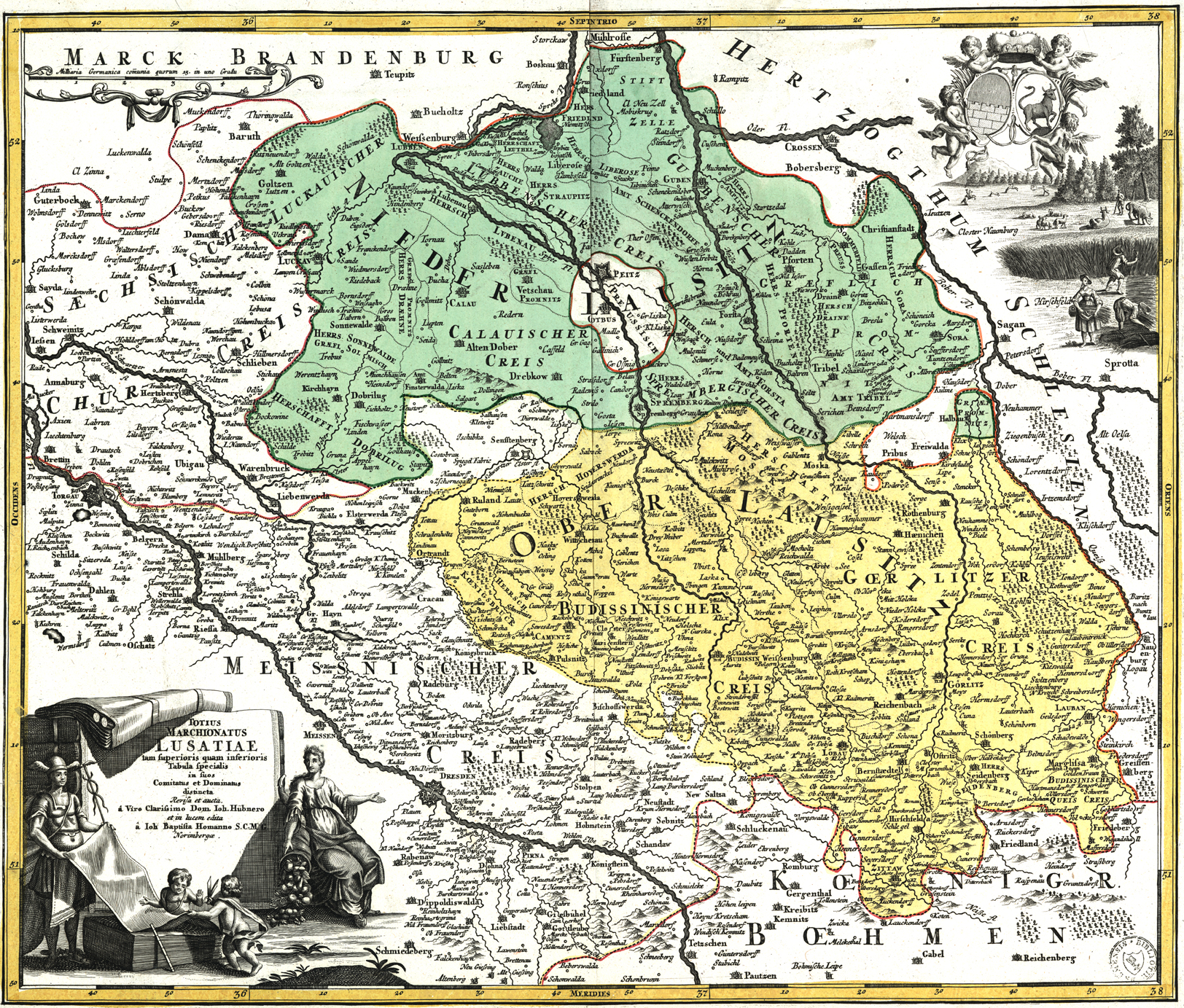
18e-eeuwse kaart: boven, in groen, de Neder-Lausitz; onder, in geel, de Opper-Lausitz.

Tröbitz bestaat reeds sedert de middeleeuwen; de plaatsnaam is van Slavische oorsprong. Het ligt in het uiterste zuidwesten van de voormalige Herrschaft Dobrilug, in de historische streek Neder-Lausitz. In de 15e eeuw werd de thans evangelisch-lutherse dorpskerk gebouwd. In 1717 werd het dorp door een grote brand geheel verwoest; ook de kerk moest daarna herbouwd worden.
Van 1949 tot 1990 lag Tröbitz in de DDR. 
Van plm. 1901 tot in de jaren 1960 werd in de omgeving bruinkool gewonnen. Bekend was vooral de Grube Hansa, geleid door leden van de rooms-katholieke, van oorsprong Rijnlandse familie Werhahn. De voormalige bruinkoolgroeven hebben inmiddels plaats gemaakt voor een aantal kleine meren, omgeven door aangeplante bossen. Daarna was er tot 1990 een fabriek van Landmaschinen, landbouwmachines, gevestigd, die de aanpassing van de DDR-industrie aan westerse economische standaarden niet doorstond en failliet ging. Sindsdien staat een deel van de fabrieksgebouwen leeg; in de voormalige fabriek van landbouwmachines, een bedrijfsverzamelgebouw, zetelen sinds de Duitse hereniging (1990) verscheidene kleine en middelgrote ondernemingen, overwegend ambachtelijke bedrijven en kleine fabrieken in de metaalsector. Geen enkele daarvan heeft meer dan circa 70 medewerkers in dienst.
In de jaren 1970 was Tröbitz bekend, omdat de beste badmintonclub van de DDR ervandaan kwam. Veel kampioenen in deze tak van sport hebben in Tröbitz gewoond.

### Verloren transport

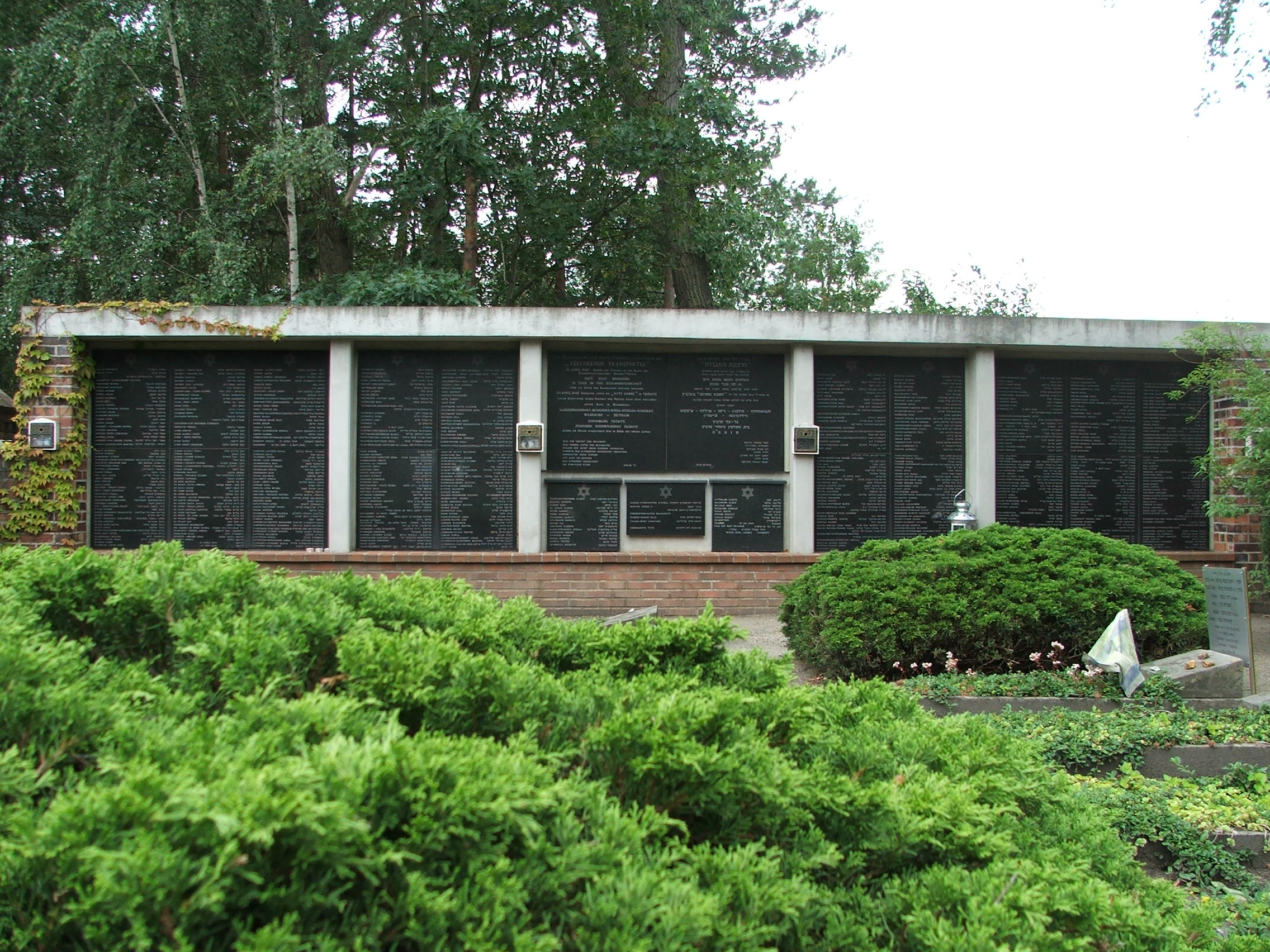
Monument Joodse Erebegraafplaats, Tröbitz
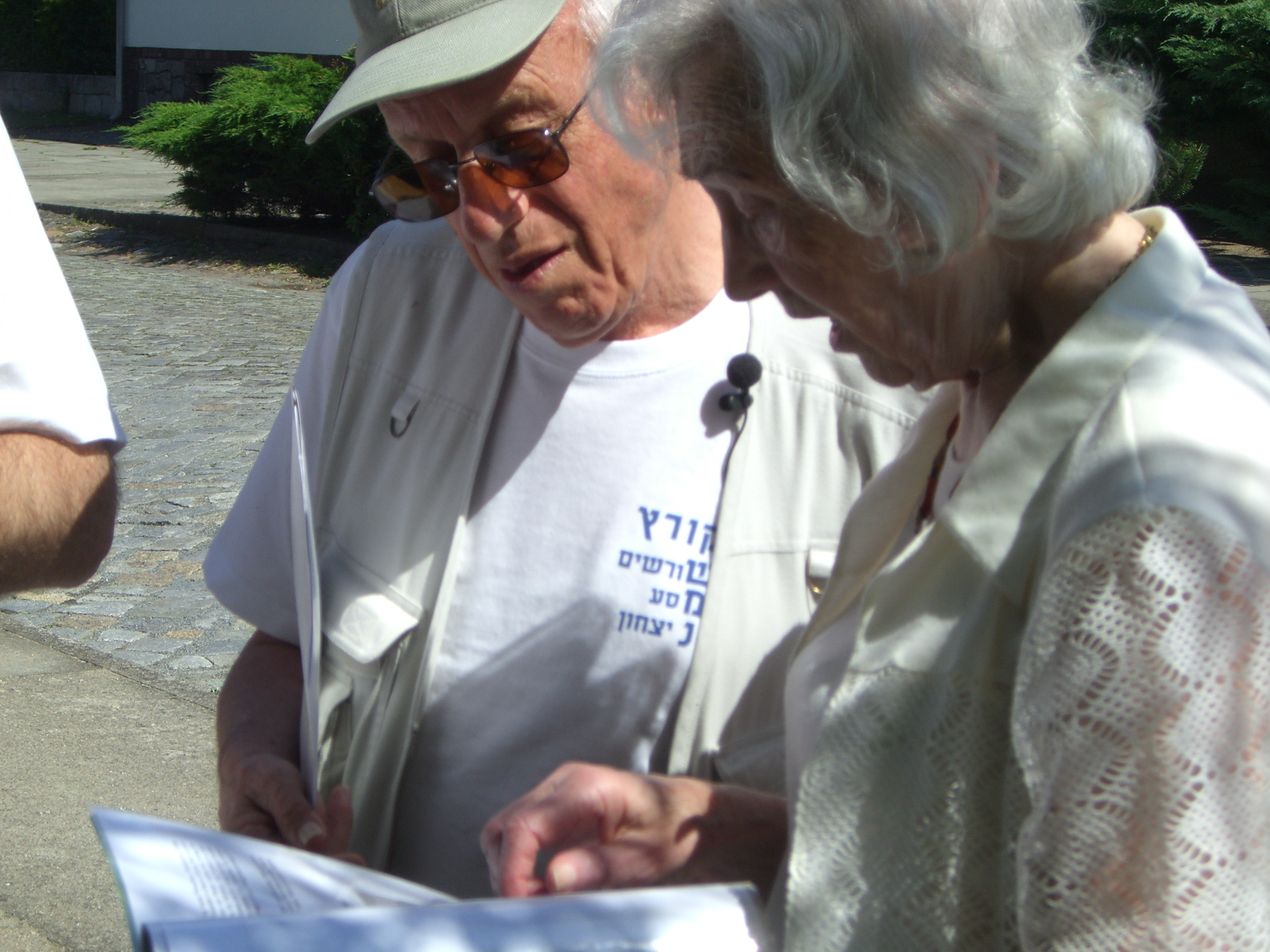
De historica Erica Arlt praat met Arieh Koretz, een overlevende van het Verloren Transport (foto uit 2008)

Op 23 april 1945 is bij Tröbitz een trein achtergelaten met Joodse gevangenen, het verloren transport. Die trein had wekenlang tussen de frontlinies gereden; de bedoeling was de trein vanuit concentratiekamp Bergen-Belsen naar een ander concentratiekamp te brengen. Van de oorspronkelijk 2500 inzittenden waren er reeds 198 tot 230 gestorven toen de trein strandde, in Tröbitz kwamen nog eens meer dan 300 mensen om. Naast de kerk van Tröbitz staat sedert 1995 een monument met meer dan 550 namen. De belangrijkste doodsoorzaken waren vlektyfus en de staat van algehele uitputting van de meeste gevangenen.
Aan boord van de trein waren onder meer de schrijver-advocaat Abel Herzberg, die hiervan verslag heeft gedaan in zijn dagboek Tweestromenland, de componist Hans Krieg met zijn gezin, de psychiater Louis Tas en Jona Oberski, wiens moeder wat later overleed in het dorp. Oberski vermeldt dit in zijn boek Kinderjaren. Ook schrijver Jaap Meijer, zijn vrouw Liesje en hun zoontje Ischa waren onder hen.
De plaatselijke historica Erica Arlt (1926-2015) heeft zich vanaf de jaren 1980 veel moeite getroost, de geschiedenis van het verloren transport te onderzoeken.

## Afbeeldingen

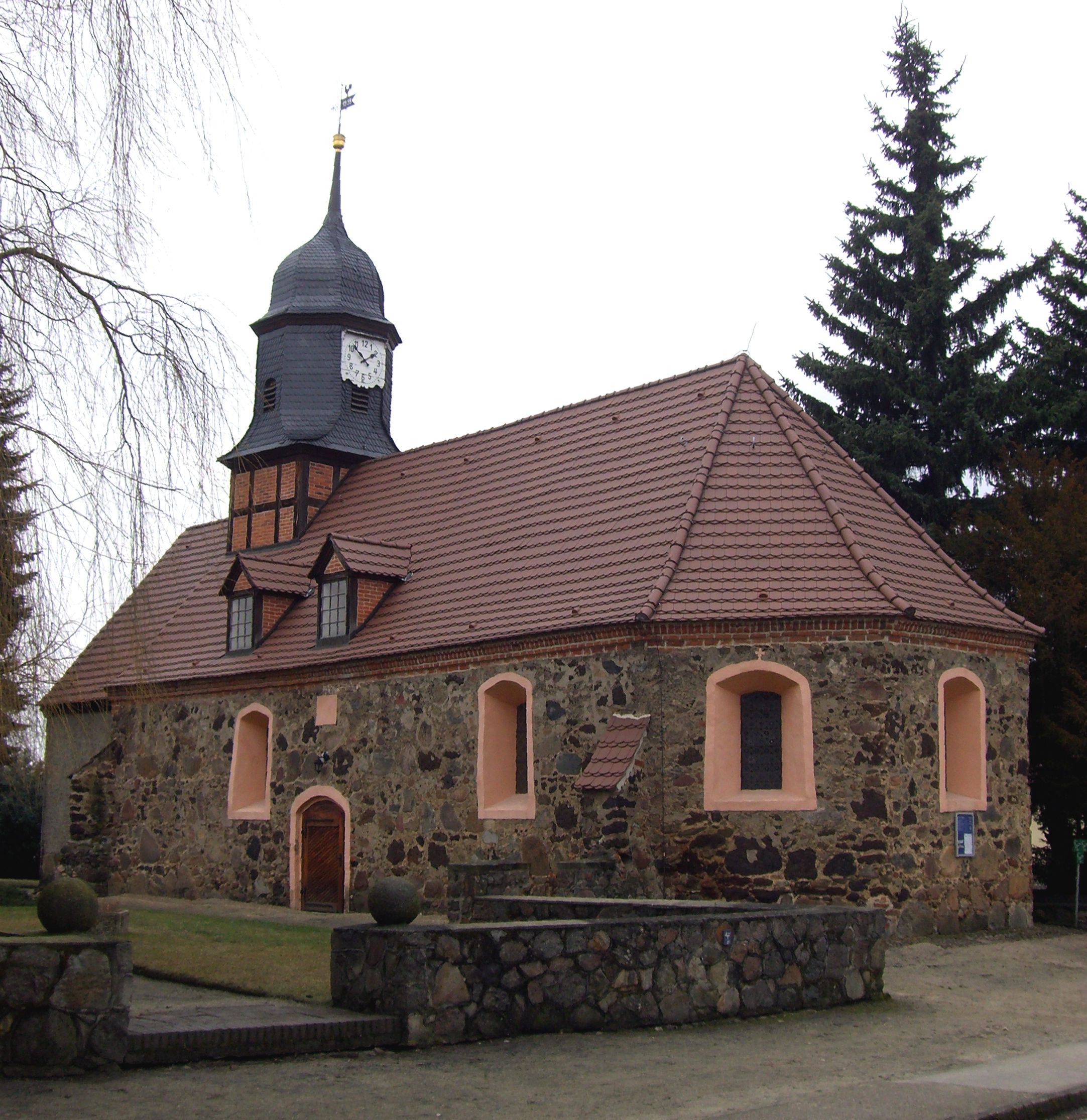
Evangelisch-lutherse kerk
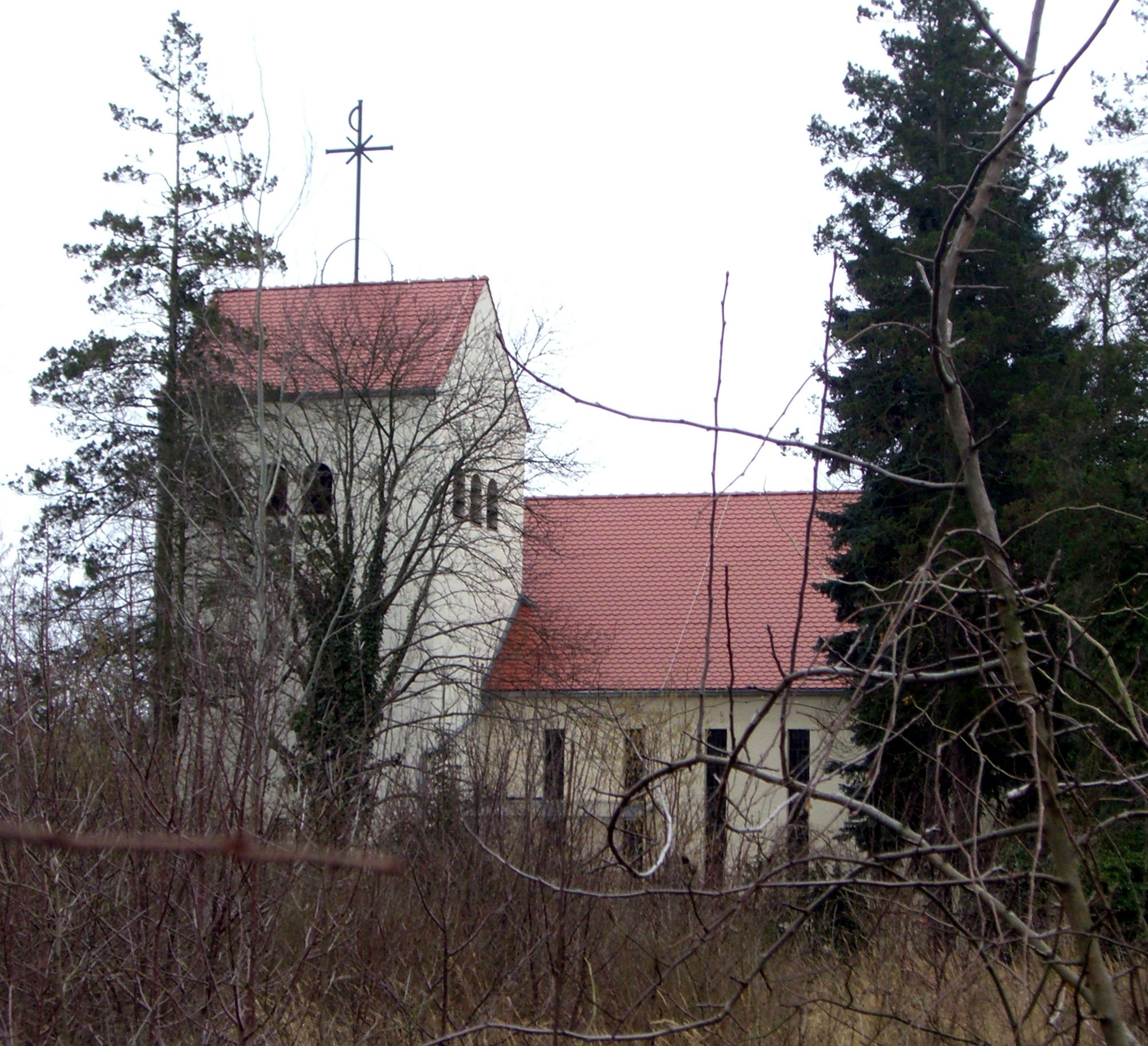
R.K. St.-Michaëlkerk, Tröbitz (1935; schenking door de mijneigenarenfamilie Werhahn)
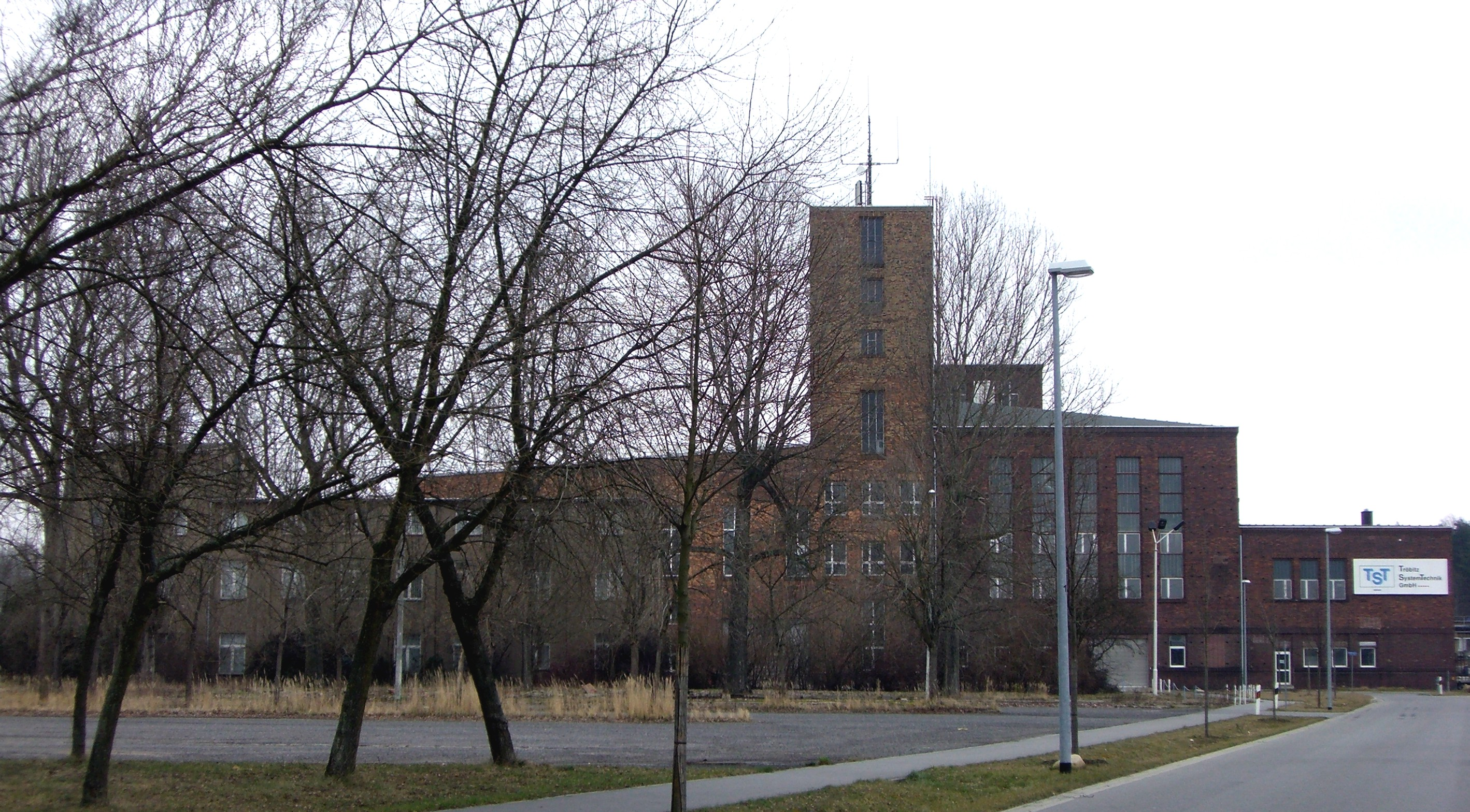
Bedrijfsverzamelgebouw, voorheen VEB Landmaschinenbau
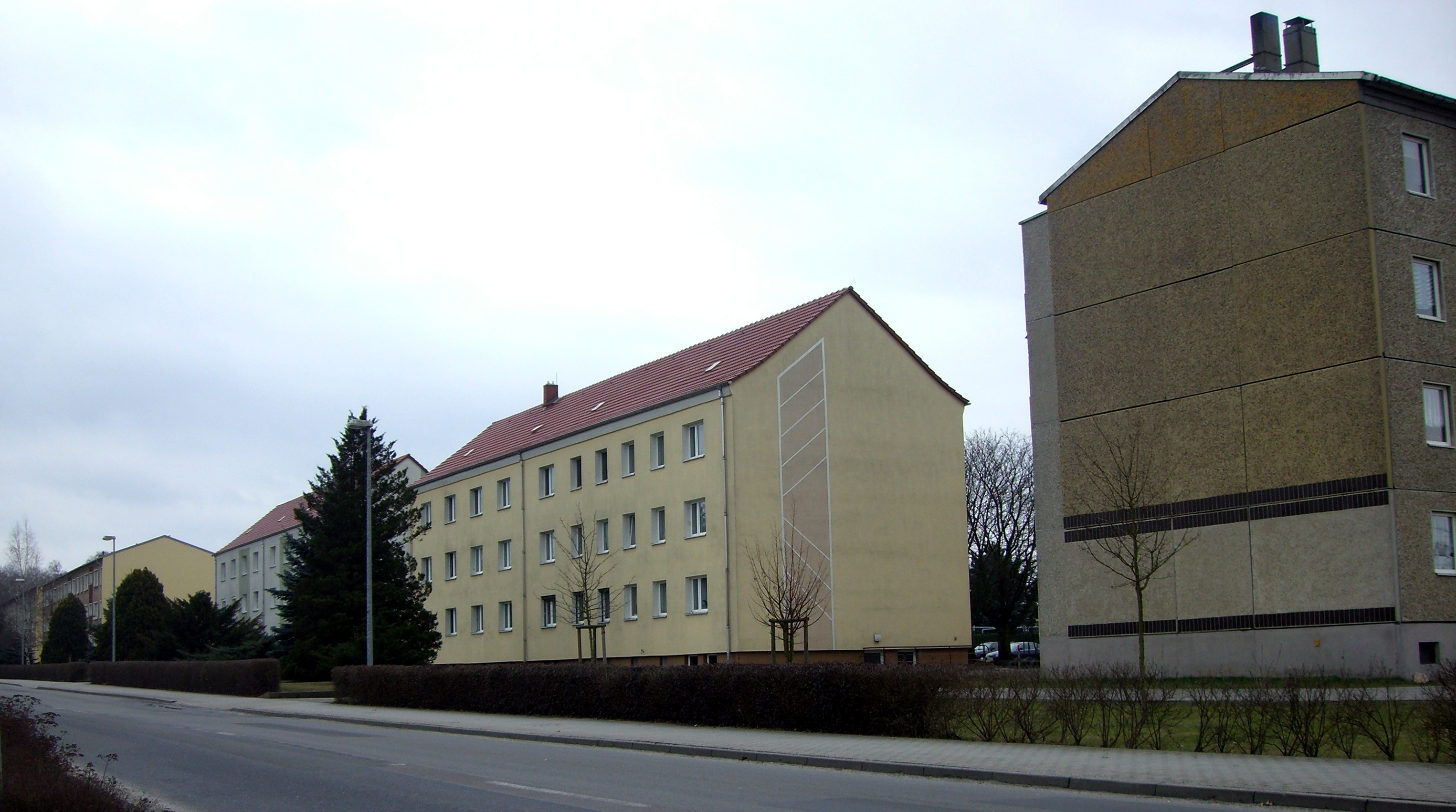
Arbeiderswoonwijk uit de DDR-periode te Tröbitz aan de straat naar Bad Liebenwerda

- Gemeinsame Normdatei: 5197339-X
- Library of Congress Control Number: no00012856
- MusicBrainz: 673f1f6d-6b37-4303-835e-d23863839aa4
- Nationale Bibliotheek van Israël: 987007469884805171
- Virtual International Authority File: 143922484